# Aeroporto Internazionale di Sharm el-Sheikh
L'Aeroporto Internazionale di Sharm el-Sheikh (IATA: SSH, ICAO: HESH) (in arabo مطار شرم الشيخ الدولي‎?, Maṭār Sharm al-Shaykh al-Duwaliyy), precedentemente noto come Ophira International Airport, è un aeroporto egiziano situato a circa 20 km a nord-est della città di Sharm el-Sheikh e a 12 km da Naama Bay.

## Storia
Inaugurato il 14 maggio 1968, l'aeroporto era originariamente la base di una forza aerea e del piccolo insediamento di Ofira.
Il 23 maggio 2007 fu inaugurato il secondo terminal dell'aeroporto con una capacità di 8 milioni di passeggeri all'anno. Questo terminal (nominato Terminal 1) è composto da due livelli di 43.000 metri quadri, con 40 banchi per il check-in, 2 gate per i voli nazionali e 6 per quelli internazionali. Il terminal aeroportuale è costituito da 3 componenti: 2 sale circolari, fuse insieme da una a forma di cuneo e uno spazio intermedio, chiamato barca, che serve come transito per i passeggeri, controllo passaporti, duty-free, aree VIP, caffè e ristoranti. Le sale, in netto contrasto con l'ammasso della barca, sono ariose e con i tetti ispirati alla cultura beduina.
Al fine di rispondere alle esigenze di un crescente numero di voli internazionali e charter, nel 2008 l'Egyptian Airports Holding Company annunciò i piani per costruire un terzo terminal. Nell'ottobre 2015 il governo egiziano, la African Development Bank e un fondo di investimento cinese sottoscrissero un piano di finanziamento parziale per la realizzazione di un progetto di espansione dell'aeroporto e della resort city connessa, dal valore totale di 671 milioni di dollari, che previde la realizzazione di un nuovo terminal, una nuova pista, una nuova torre di controllo, al fine di portare la capacità totale da 10 milioni a 18 milioni di passeggeri l'anno.
Il 23 agosto 2015 un aereo della compagnia inglese Thomson Airways, in fase di atterraggio presso l'aeroporto di Sharm el sheikh, venne sfiorato da un missile. La tragedia venne evitata per soli 300 metri. Secondo le fonti egiziane del Daily Mail, non si sarebbe trattato di un attentato, ma di un errore durante alcune esercitazioni militari.
Mentre il primo ufficiale era impegnato a gestire l'atterraggio, il Comandante si sarebbe accorto del missile che si dirigeva verso l'aereo e avrebbe immediatamente virato verso sinistra ad una quota di 1.000 piedi (circa 300 metri). Il resto dell'equipaggio venne informato solo dopo l'atterraggio, mentre ai passeggeri non venne detto nulla.
La notizia venne resa nota solo in seguito all'incidente del volo Metrojet 9268.

## Traffico
Nel 2010 l'aeroporto ha servito 8.693.990 passeggeri (+17% rispetto al 2009).
È il secondo aeroporto in Egitto.

## Galleria d'immagini

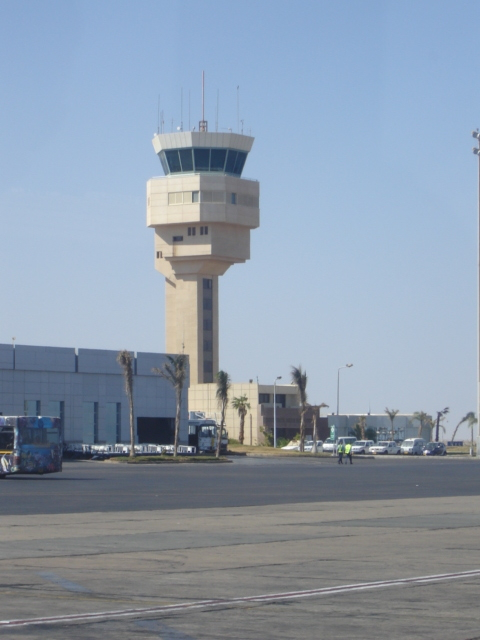
Torre di controllo
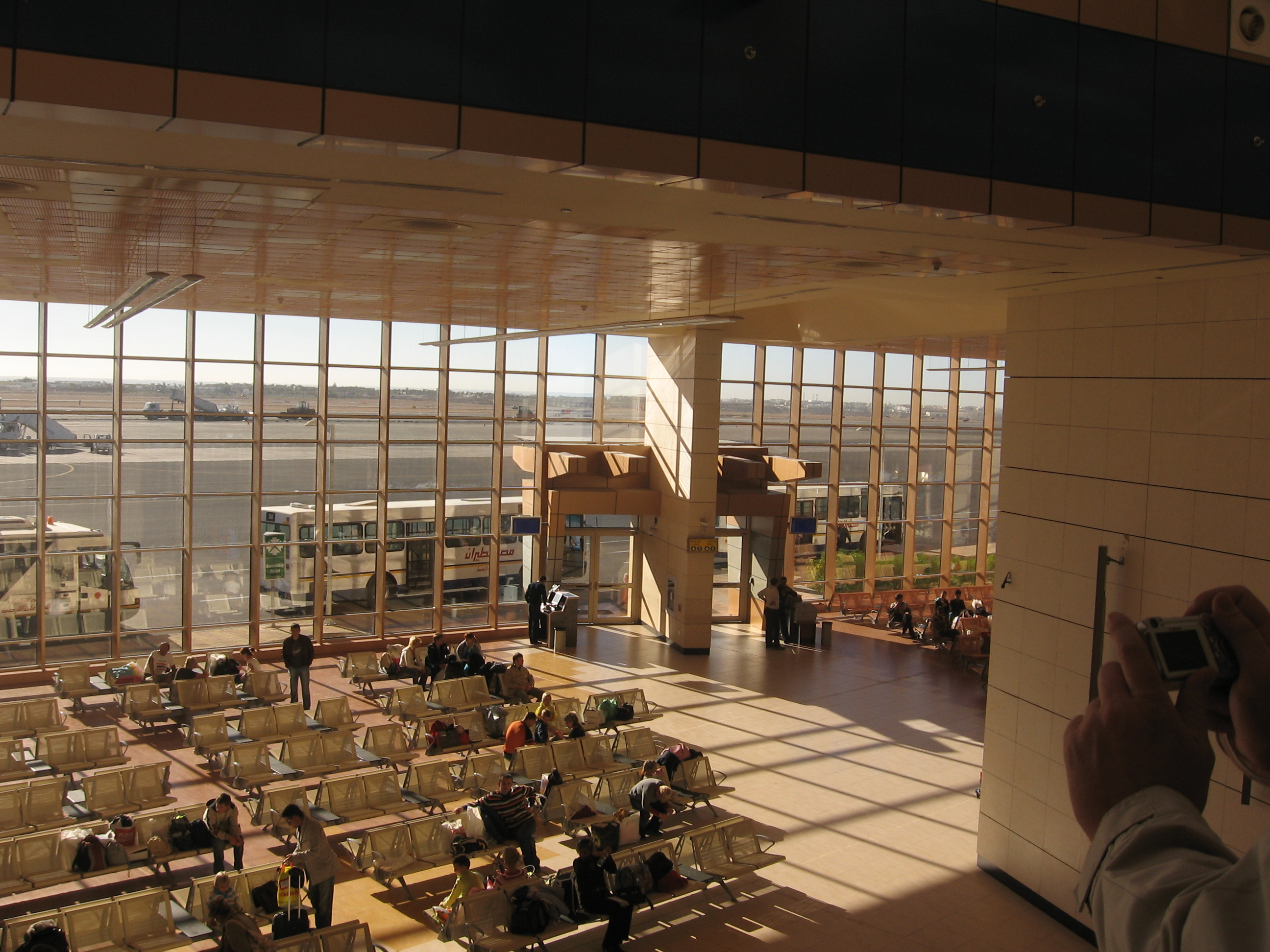
Aeroporto di Sharm el-Sheikh